# Épitoge

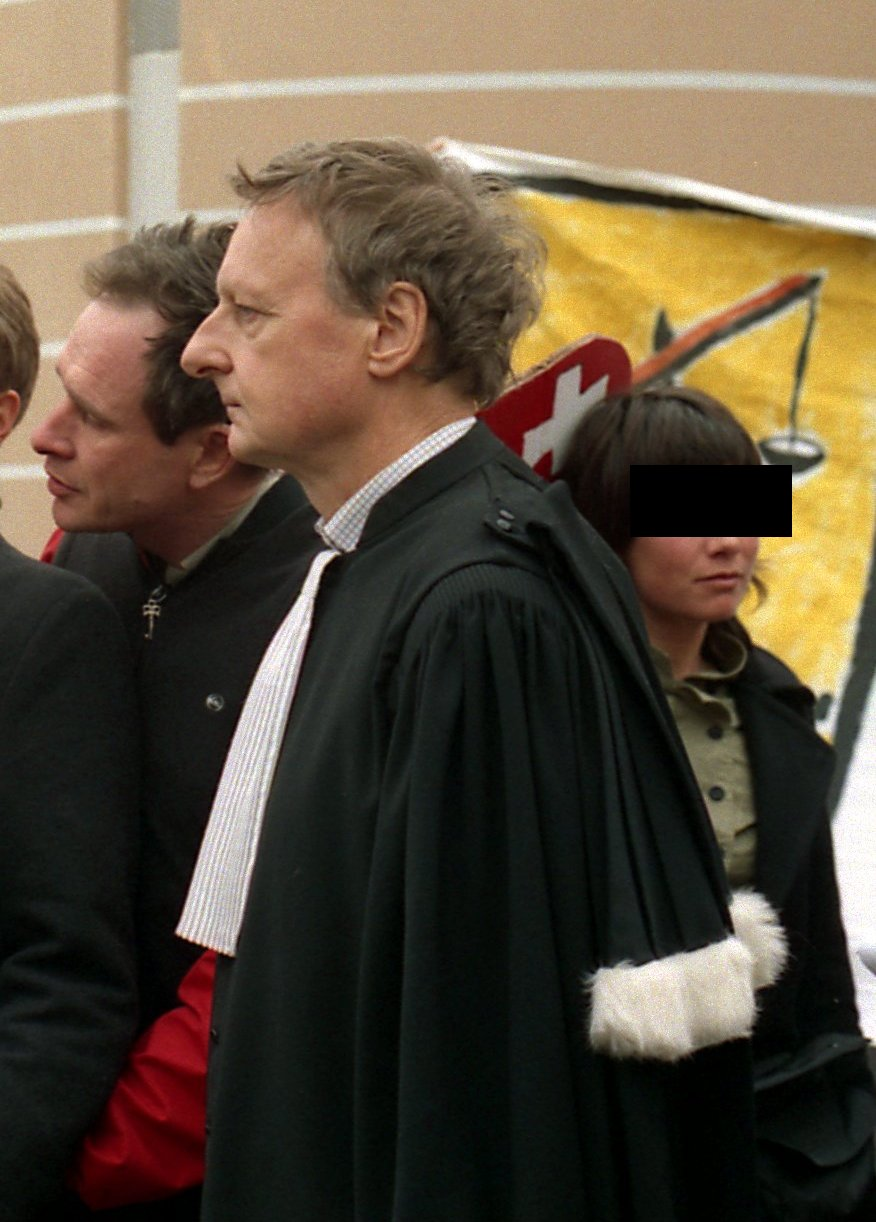
Avocat suisse portant l'épitoge (ici, les deux brins sont rejetés en arrière)

Une épitoge est une bande de tissu distinctive  portée par-dessus la toge (d'où son nom) des magistrats, directeurs de greffe et avocats, ainsi que des universitaires. Portée sur l'épaule gauche, elle se compose de deux brins dont chacun a la forme d'un trapèze ; le bout large et court se porte dans le dos, et le bout long et fin, sur la poitrine. 

## France

### Universitaires
Les universitaires portent une épitoge de la couleur représentant la discipline dont ils relèvent : violet pour la théologie, écarlate pour le droit (et l'économie), groseille pour la médecine (et la pharmacie), amarante pour les sciences, jonquille pour les lettres (et la philosophie).
L'hermine sur l'épitoge est le symbole du grade universitaire de celui qui la porte. Les trois rangs d'hermine que comporte l'épitoge d'un docteur de troisième cycle signifient qu'il est bachelier, licencié et docteur. Une épitoge à un rang d'hermine se porte sur une robe de bachelier.

### Magistrats, directeurs de greffe et avocats

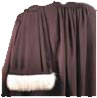
Épitoge d'avocat

Les magistrats du tribunal judiciaire, les directeurs des services de greffe judiciaires, et les avocats portent une épitoge herminée noire. 
Les magistrats des cours d'appel et de la Cour de cassation portent une épitoge rouge lors des audiences solennelles, coordonnée à leur robe, rouge elle aussi en ces occasions.
Les directeurs des services de greffe judiciaires portent la même robe, et donc la même epitoge, que le magistrat de la juridiction à laquelle ils appartiennent. Ils peuvent être différenciés par la toque, qui est intégralement noire.
Les avocats du barreau de Paris portent une épitoge dépourvue d'hermine ; on dit qu'elle est « veuve ». Cette suppression serait due selon une tradition non confirmée au « deuil de Malesherbes », c'est-à-dire au fait que Malesherbes, principal avocat de Louis XVI lors de son procès, fut guillotiné pour avoir défendu son client. 
Une explication plus probable est que cette habitude remonte au Moyen Âge, quand les avocats formaient une confrérie religieuse et portaient la robe des clercs. La robe s'accompagnait du manteau et de la coiffe (une cape et une capuche, en quelque sorte). Les avocats avaient un manteau ordinaire pour les audiences du même nom et un manteau herminé pour les audiences solennelles (se tenant en présence du roi). L'épitoge représentant l'ancien manteau (qui se portait sur l'épaule depuis que les avocats avaient le droit de porter la toque de docteur en droit), les avocats parisiens la portent sans hermine aux audiences ordinaires. 
Un avocat parisien portera une épitoge herminée lors d'une audience solennelle (rentrée solennelle, prestation de serment…), devant la cour d'assises car le souverain est présent (le jury populaire représente le peuple), et quand il plaide dans un tribunal autre que Paris, Bobigny, Créteil et Nanterre (ancien ressort de la Seine, morcelé en 1967), pour se plier par courtoisie aux usages du barreau local. L'usage veut de plus qu'un avocat porte toujours l'épitoge herminée s'il appartient au conseil de l'Ordre (le bâtonnier en fonction porte toujours l'épitoge herminée, car il préside ce conseil), ou s'il fait partie de la conférence du stage. 
Les avocats docteurs en droit peuvent porter une épitoge noire à trois rangs d'hermine.
Autrefois, l'épitoge était garnie d'une ou plusieurs bandes d'hermine. Aujourd'hui, en raison de la protection de l'espèce de l'hermine, l'épitoge est garnie d'une fourrure synthétique.

## Suisse
En Suisse, les avocats portent l'épitoge herminée noire. Les procureurs portent l'épitoge herminée rouge, qui rappelle leur droit (aujourd'hui révolu) de réclamer le sang en requérant la peine de mort.
Relevons toutefois que chaque canton a ses propres pratiques en matière de port de la robe. Par exemple, dans le canton de Fribourg, les avocats portent la robe noire avec l'épitoge herminée noire, les procureurs du Ministère public la robe noire avec l'épitoge herminée rouge, les magistrats des tribunaux de première instance (à l'exception de ceux du Tribunal pénal économique) ne portent pas la robe alors que les magistrats des Cours d'appel du Tribunal cantonal portent la robe rouge avec l'épitoge herminée rouge. Le greffier de la Cour d'appel porte lui une robe noire avec épitoge herminée noire.

## Canada
Le système juridique de la plus grande partie du Canada est différent de celui du Québec. Le Québec est une province de droit civil provenant de la tradition civiliste française alors que les autres provinces canadiennes utilisent un système issu du common law britannique. Au Canada, les juges, procureurs et avocats sont tenus de porter la toge et le rabat blanc en tout temps dans les hautes instances mais pas dans les juridictions de premières instances. Le port de la toge rouge et d'une épitoge en fourrure blanche n'est autorisé que pour les 9 juges de la Cour suprême du Canada.

### Québec
Au Québec, le port obligatoire de la toge dans les procès des différentes investitures fut aboli en 1971. Son usage est resté obligatoire uniquement lorsque des témoins doivent être entendus. Cependant, à cause de l'abus de certains juristes qui se présentaient en cour avec des costumes aux couleurs vives, la décision fut prise de réinstaurer le port obligatoire du costume en tout temps lors de la pratique du droit dans les procès criminels et à la Cour du Québec depuis le 1er janvier 2016,. Ainsi, les juges, procureurs du ministère public, avocats et greffiers sont tenus de porter la toge et le rabat blanc. Cependant, le port du rabat blanc est interdit aux stagiaires. Les juges de la Cour Supérieure portent un tissu rouge sur les épaules.